# Zawada Stara
Zawada Stara (do 31 grudnia 2002 Stara Zawada) – wieś w Polsce położona w województwie mazowieckim, w powiecie zwoleńskim, w gminie Policzna. Ma status sołectwa.
| SIMC    | Nazwa              | Rodzaj    |
| ------- | ------------------ | --------- |
| 1060837 | Folwark            | część wsi |
| 1058378 | Korfantówka        | część wsi |
| 0632065 | Przecinka Druga    | część wsi |
| 0632071 | Przecinka Pierwsza | część wsi |
| 1058680 | Strzębałówka       | część wsi |

W latach 1975–1998 miejscowość administracyjnie należała do województwa radomskiego. 1 stycznia 2003 nastąpiła zmiana nazwy wsi ze Stara Zawada na Zawada Stara.
Wierni Kościoła rzymskokatolickiego należą do parafii Trójcy Świętej w Gródku.